# Organização Mundial da Saúde
Organização Mundial da Saúde (em inglês:  World Health Organization - WHO) é uma agência especializada em saúde, fundada em 7 de abril de 1948 e subordinada à Organização das Nações Unidas. Sua sede é em Genebra, na Suíça. O diretor-geral é, desde julho de 2017, o etíope Tedros Adhanom.
A OMS tem suas origens nas guerras do fim do século XIX (México, Crimeia). Após a Primeira Guerra Mundial, a SDN criou seu comitê de higiene, que foi o embrião da OMS.
Segundo sua constituição, a OMS tem por objetivo desenvolver ao máximo possível o nível de saúde de todos os povos. A saúde sendo definida nesse mesmo documento como um «estado de completo bem-estar físico, mental e social e não consistindo somente da ausência de uma doença ou enfermidade.»

## Atividade

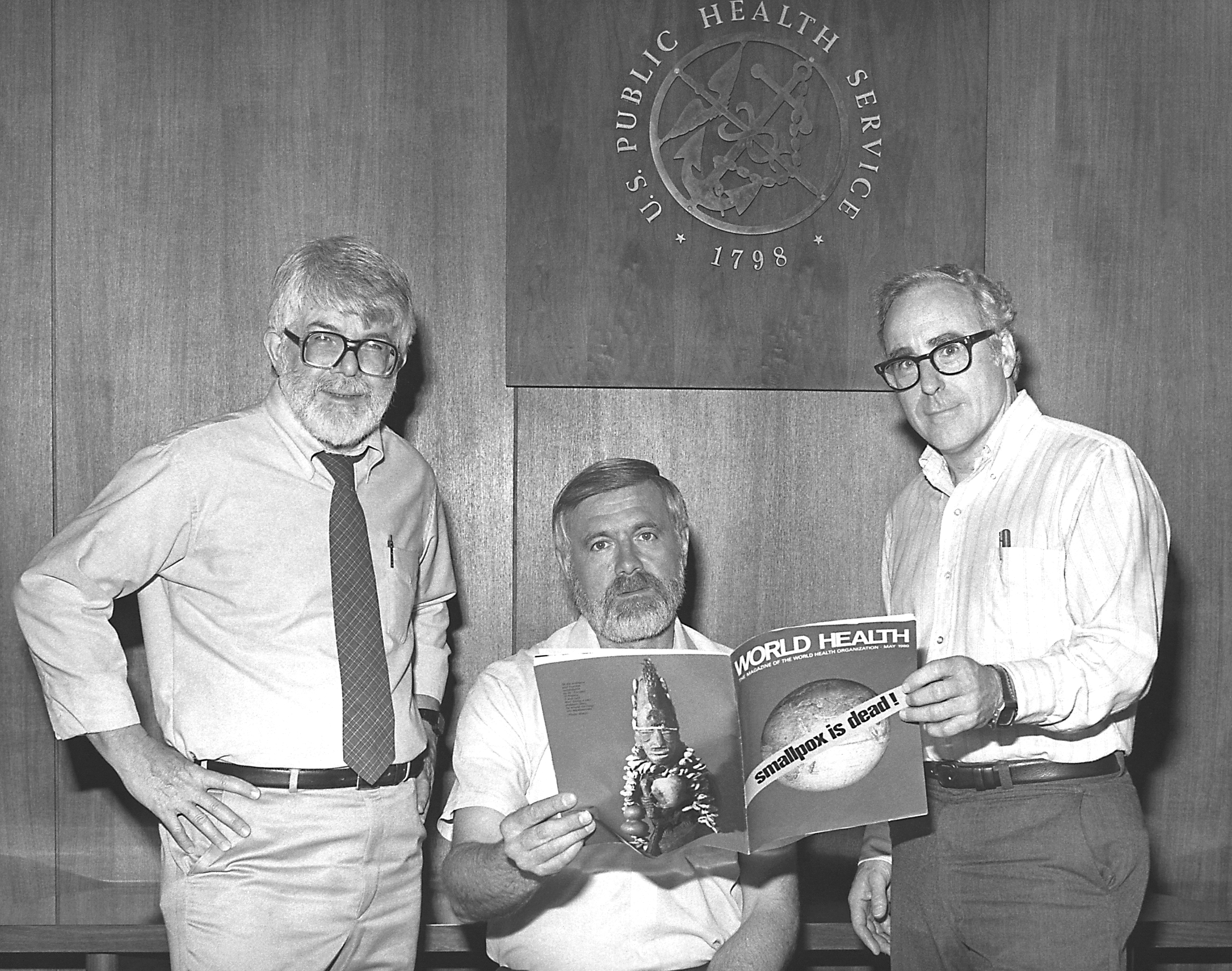
Três ex-diretores do Programa Global de Erradicação da Varíola lendo a notícia de que a varíola havia sido erradicada a nível mundial, em 1980

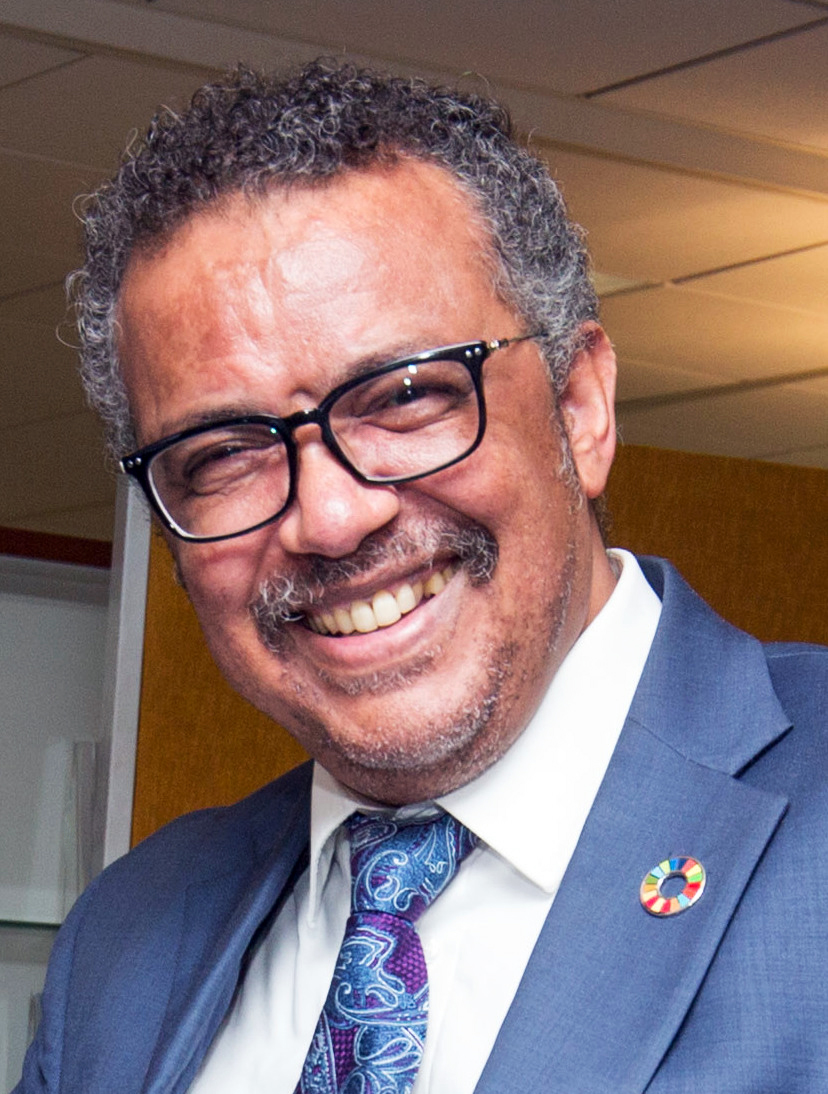
Tedros Adhanom, o Diretor-geral da OMS

Além de coordenar os esforços internacionais para controlar surtos de doenças, como a malária, a tuberculose, a OMS também patrocina programas para prevenir e tratar tais doenças. A OMS apoia o desenvolvimento e distribuição de vacinas seguras e eficazes, diagnósticos farmacêuticos e medicamentos, como por meio do Programa Ampliado de Imunização. Depois de mais de duas décadas de luta contra a varíola, a OMS declarou em 1980 que a doença havia sido erradicada. A primeira doença na história a ser erradicada pelo esforço humano. A OMS tem como objetivo erradicar a pólio entre os próximos anos.
A OMS supervisiona a implementação do Regulamento Sanitário Internacional, e publica uma série de classificações médicas, incluindo a Classificação Estatística Internacional de Doenças (CID), a Classificação Internacional de Funcionalidade, a Incapacidade e Saúde (CIF) e a Classificação Internacional de Intervenções em Saúde (ICHI). A OMS publica regularmente um Relatório Mundial da Saúde, incluindo uma avaliação de especialistas sobre a saúde global.
Além disso, a OMS realiza diversas campanhas de saúde - por exemplo, para aumentar o consumo de frutas e vegetais em todo o mundo e desencoraja o uso do tabaco. Cada ano, a organização escolhe o Dia Mundial da Saúde.
A OMS realiza a pesquisa em áreas sobre doenças transmissíveis, a doenças não transmissíveis, a doenças tropicais, e outras áreas, bem como melhorar o acesso à pesquisa em saúde e à literatura em países em desenvolvimento, como através da rede HINARI. A organização conta com a experiência de muitos cientistas de renome mundial, como o Comitê de Especialistas da OMS sobre Padronização Biológica, o Comitê de Especialistas da OMS para a Hanseníase e o Grupo de Estudos sobre Educação Interprofissional & Prática Colaborativa.
A OMS faz várias pesquisas em diversos países, em uma delas entrevistou 308 mil pessoas com 18 anos, 81 000 pessoas com idade entre 18-50 anos de 70 países, conhecido como Study on Global Ageing and Adult Health (SAGE) e a WHO Quality of Life Instrument (WHOQOL).
A OMS também trabalhou em iniciativas globais como a Global Initiative for Emergency and Essential Surgical Care a Guidelines for Essential Trauma Care focado no acesso das pessoas às cirurgias. Safe Surgery Saves Lives sobre a segurança do paciente em tratamento cirúrgico.

### Principais publicações
- Boletim da Organização Mundial da Saúde
- Eastern Mediterranean Health Journal
- Recursos Humanos para a Saúde
- Pan American Journal of Public Health
- World Health Report

## Constituição e história
A Constituição da OMS afirma que seu objetivo "é a realização para todas as pessoas do mais alto nível possível de saúde". A bandeira possui o Bordão de Asclépio como um símbolo para a cura.
A Organização Mundial da Saúde (OMS) é uma das agências originais das Nações Unidas, sendo que sua constituição formal entrou em vigor no primeiro Dia Mundial da Saúde, (7 de abril de 1948), quando foi ratificada pelo 26º Estado-Membro. Jawaharlal Nehru, um grande lutador pela liberdade da Índia, deu um parecer para começar a OMS. Antes dessas operações, bem como as restantes atividades da Organização Mundial da Saúde da Liga das Nações, estavam sob o controle de uma Comissão Provisória após uma Conferência Internacional de Saúde no verão de 1946. A transferência foi autorizada por uma resolução da Assembleia Geral das Nações Unidas. O serviço epidemiológico dos franceses da Office International d'Hygiène Publique foi incorporado à Comissão Interina da Organização Mundial da Saúde em 1 de janeiro de 1947.

## Estrutura

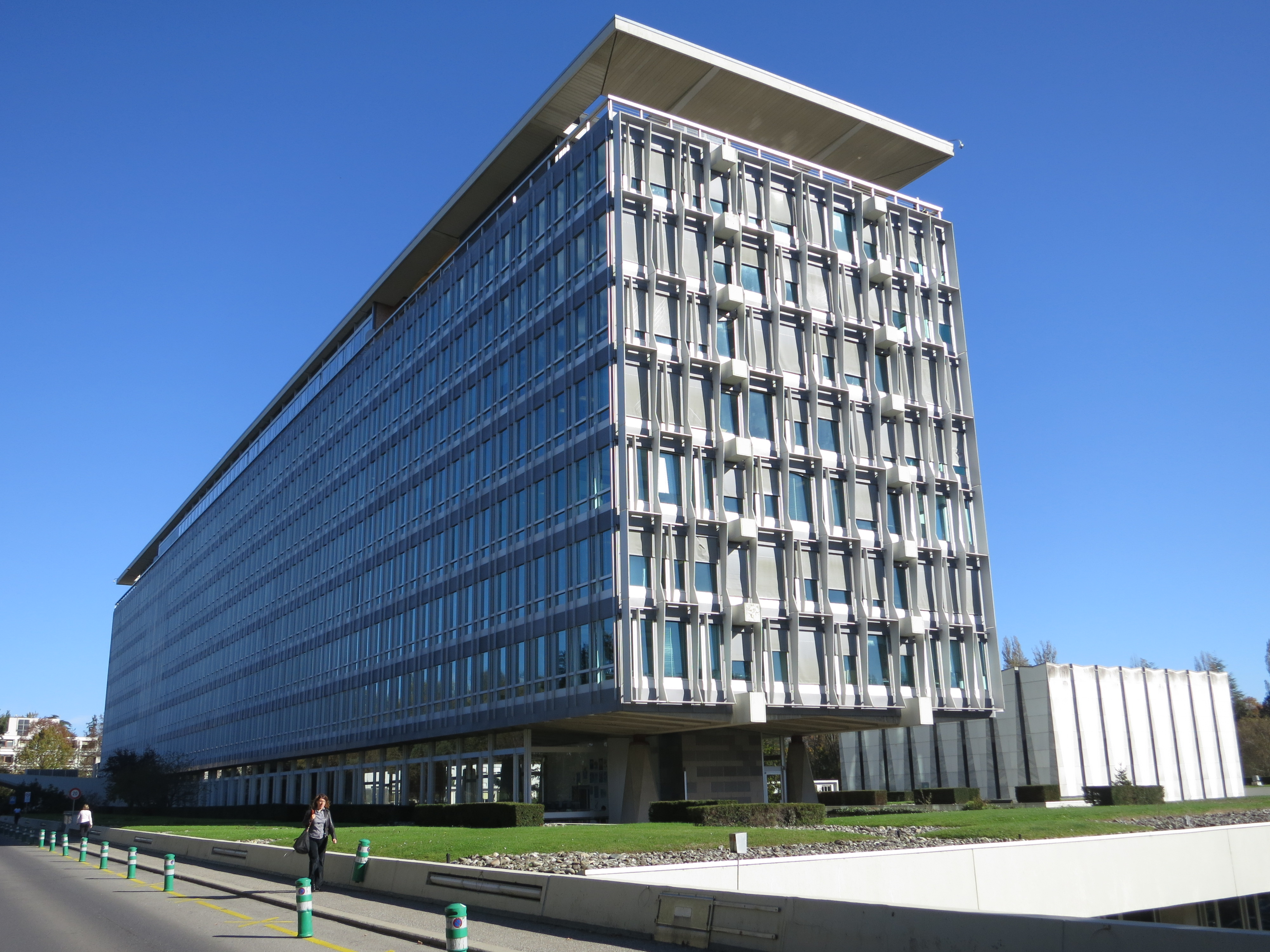
Sede da OMS em Genebra, Suíça

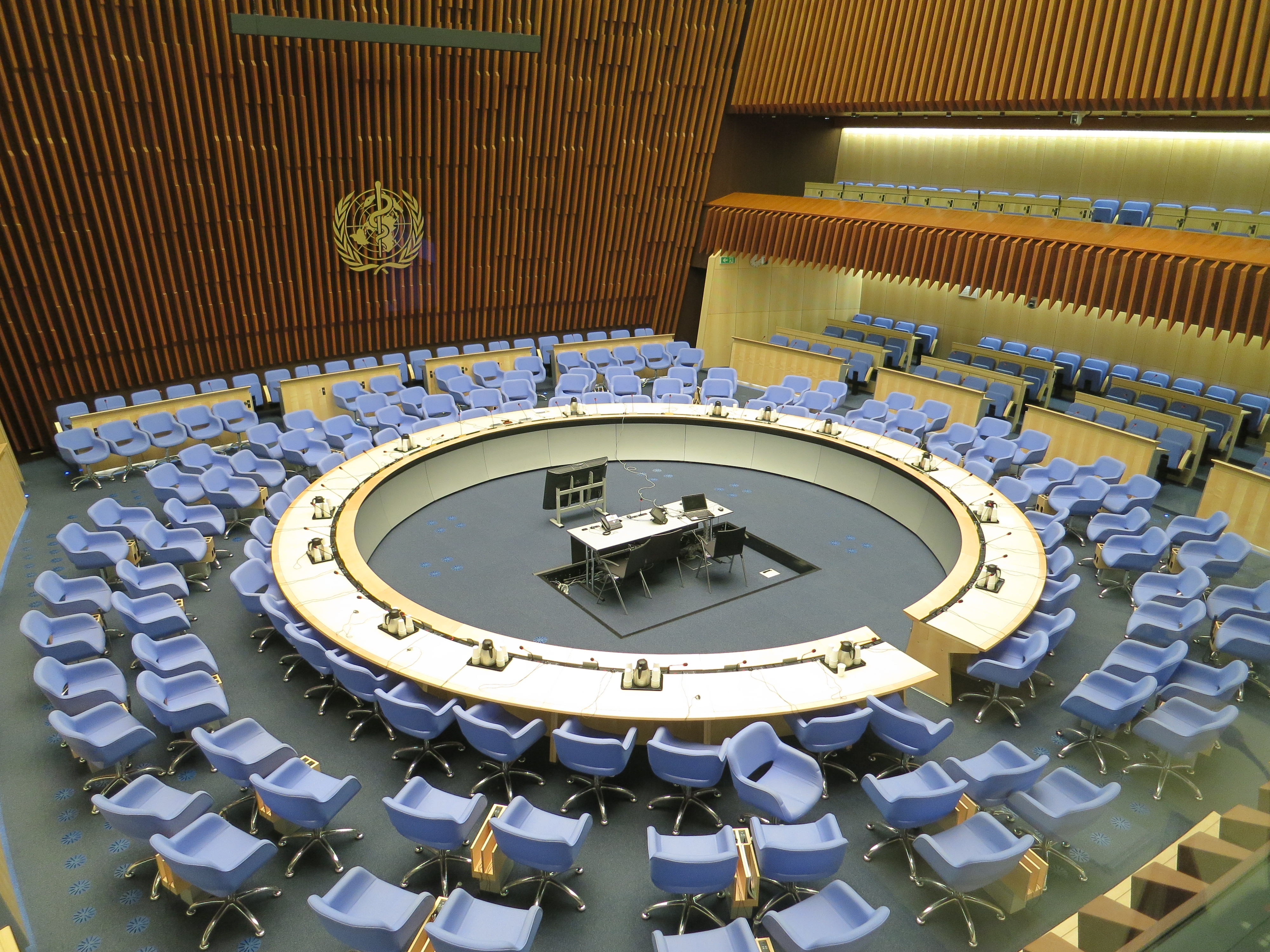
Sala de conferências das OMS em Genebra

A OMS é composta por 193 Estados-membros, onde se incluem todos os Estados Membros da ONU exceto Liechtenstein e inclui dois não membros da ONU, Niue e as Ilhas Cook. Os territórios que não são Estados-membros da ONU podem tornar-se Membros Associados (com acesso total à informação, mas com participação e direito de voto limitados) se assim for aprovado em assembleia: Porto Rico e Tokelau são Membros Associados. Existe também o estatuto de Observador; alguns exemplos incluem a Palestina (um Observador da ONU), a Santa Sé, a Ordem Soberana e Militar de Malta, o Vaticano (um observador não membro da ONU), Taipé Chinesa (uma delegação convidada) ou Taiwan.
Os Estados-membro da OMS nomeiam delegações para a Assembleia Geral da Saúde Mundial, que é o corpo decisor supremo. Todos os Estados-membros da ONU são elegíveis para pertencer à OMS e, de acordo com o afirmado no website da OMS, "Podem ser admitidos outros países como membros sempre que a sua aplicação seja aprovada por uma maioria simples de votos na Assembleia Geral da Saúde Mundial".[carece de fontes?]
A Assembleia Geral da OMS reúne-se anualmente em maio. Para além da nomeação do Diretor-Geral a cada cinco anos, a Assembleia analisa as políticas de financiamento da Organização e revê e aprova o orçamento proposto. A Assembleia elege 34 membros, tecnicamente qualificados na área da saúde, para a Direção Executiva durante um mandato de três anos. As principais funções desta direção serão as de levar a cabo as decisões e regras da Assembleia, de aconselhá-la e, de uma forma geral, auxiliar e facilitar a sua missão.[carece de fontes?]
A OMS é financiada por contribuições dos Estados-membros e doadores vários. Nos últimos anos, o trabalho da OMS tem envolvido de forma crescente a colaboração com entidades externas; existem atualmente cerca de 80 parcerias com organizações não governamentais e indústria farmacêutica, bem como com fundações como a Fundação Bill e Melinda Gates e a Fundação Rockefeller. Com efeito, as contribuições voluntárias para a OMS por governos locais e nacionais, fundações e ONGs, outras organizações da ONU e o próprio setor privado excedem atualmente as contribuições estabelecidas (quotas) pelos 193 Estados-membros.
Além dos Estados Observadores e entidades listadas acima, os observadores de organizações da Cruz Vermelha e da Federação Internacional da Cruz Vermelha entraram em "relações oficiais" com a OMS e são convidados como observadores. Na Assembleia Mundial da Saúde eles atuam como representantes, igual aos de outros países.

## O papel da OMS na saúde pública
Que cumpra os seus objetivos através das seguintes funções essenciais:
- a liderança em questões críticas para a saúde e envolvimento em parcerias onde a ação comum é importante;
- determinar a agenda de pesquisa e estimular a geração, difusão e utilização de conhecimentos valiosos;
- estabelecimento de normas e promover e acompanhar a sua aplicação prática;
- desenvolver opções políticas éticas e científicas de base;
- prestar apoio técnico, catalisando mudanças e capacitação institucional sustentável;
- acompanhar a situação de saúde e avaliação das tendências de saúde;
- colaborar com os serviços de coleta de lixo.

Estas funções básicas estão descritas no Décimo Primeiro Programa Geral de Trabalho, que estabelece o quadro para o programa de trabalho, orçamento, recursos e resultados em toda a organização. Intitulado "Empreender para a Saúde", o programa abrange o período de dez anos, de 2006 a 2015.[carece de fontes?]